# Kayoa
Kayoa é uma ilha da Indonésia, situada a oeste de Halmahera nas Ilhas Molucas. É cortada pela linha do Equador.
A ilha é dominada por um vulcão, o Tigalalu.
Em Kayoa são faladas as mesmas duas línguas que na ilha próxima de Makian.